# Maras (Peru)

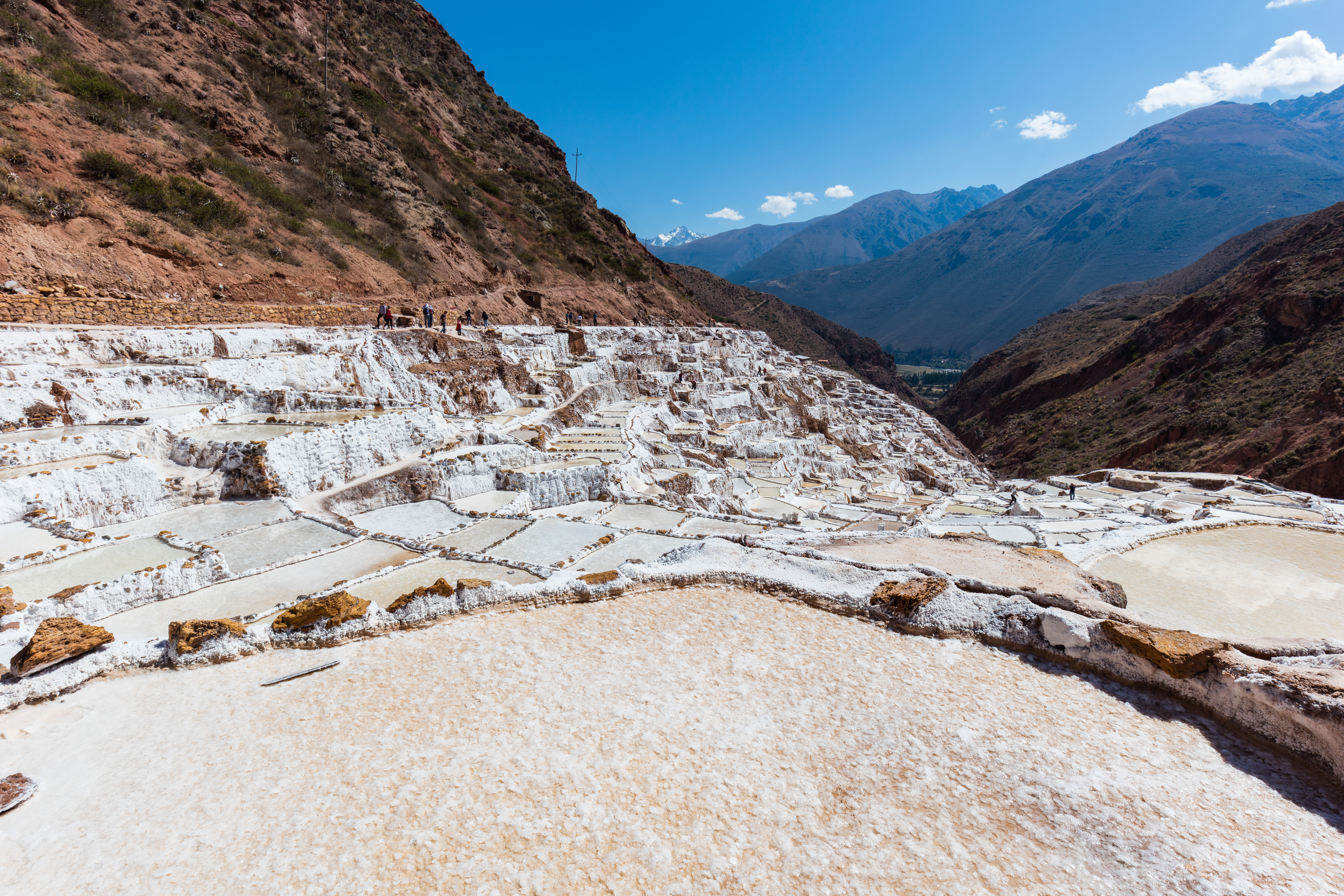
Naturnahe Salzpfannen bei Maras.

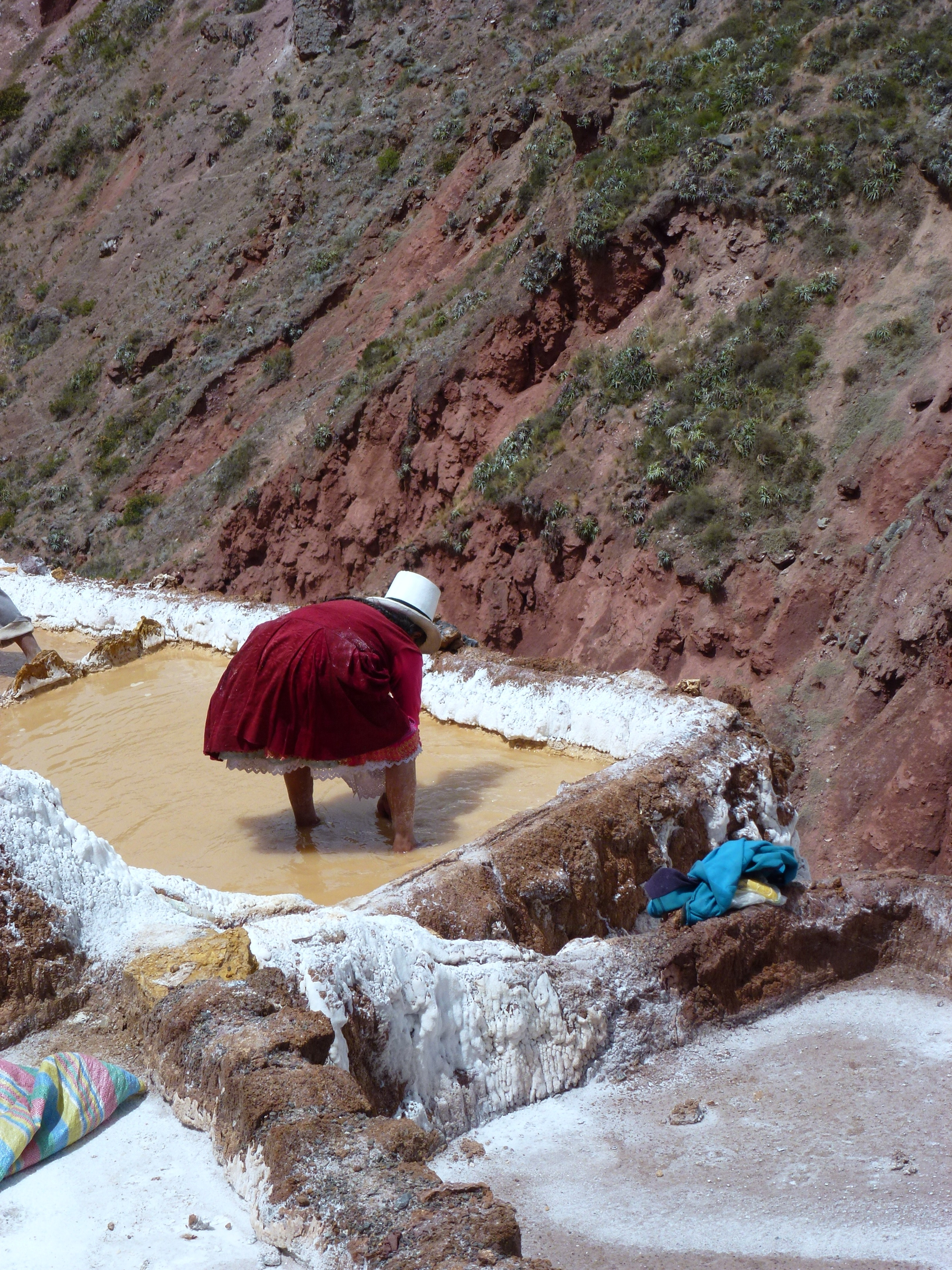
Salzernte.

Maras ist eine Kleinstadt in Südzentral-Peru etwa 40 km von Cuzco entfernt. Maras ist Verwaltungssitz des gleichnamigen Distrikts in der Provinz Urubamba (Region Cusco). Beim Zensus 2017 wurden 3385 Einwohner gezählt. Maras ist Teil des „Heiligen Tals der Inkas“ am Fluss Río Urubamba.

## Sehenswertes
In Maras gibt es eine Kirche aus der Zeit des spanischen Kolonialismus (Sommerresidenz des Vizekönigs).

## Wirtschaft
In terrassenartig angelegten Salzpfannen wird dort Salz durch die sukzessive Verdunstung der natürlichen Sole in der Sonne gewonnen. Der Transport mit Lkw bis zum Meer bei Lima benötigt 20 Stunden.

## Film
- Andrea Oster: Das Salz der Inka. Frankreich, Deutschland, 2009, 52 Min. Dokumentation der Salzproduktion vor Ort.